# Завада (гміна Прущ)
Завада (пол. Zawada) — село в Польщі, у гміні Прущ Свецького повіту Куявсько-Поморського воєводства.
Населення — 178 осіб (2011).
У 1975-1998 роках село належало до Бидгощського воєводства.

## Демографія
Демографічна структура станом на 31 березня 2011 року:
|          | Загалом | Допрацездатний вік | Працездатний вік | Постпрацездатний вік |
| -------- | ------- | ------------------ | ---------------- | -------------------- |
| Чоловіки | 92      | 20                 | 65               | 7                    |
| Жінки    | 86      | 19                 | 52               | 15                   |
| Разом    | 178     | 39                 | 117              | 22                   |